# Церковь Архангела Михаила (Брунары)
Церковь Архангела Михаила (пол. Cerkiew św. Michała Archanioła) — деревянный католический храм в селе Брунары Горлицкого повята Малопольского воеводства Польши. Принадлежит к образцам классического лемковского зодчества. В 2013 году храм внесён в список Всемирного наследия ЮНЕСКО вместе с другими деревянными церквями Карпатского региона Польши и Украины
Первая церковь в Брунарах появилась после 1616 года, когда в селе была основана униатская парафия. Новую церковь построили в 1653 году, а современную церковь — в XVIII веке. В 1831 году её перестроили и расширили. Бывший пресвитерий совместили с нефом. Церковь принадлежала местному греко-католическому приходу.
Деревянная церковь относится к лемковскому зодчеству XVII века. Архитектурная структура храма разделена на три квадрата: алтарь, неф и бабинец. Все внешние элементы церкви покрыть гонтом. Над притвором возвышается башня, а каждая глава увенчана декоративными крестами. Внутри барочный иконостас XVIII века. Сохранились настенные фрески XVIII-XIX веков, расписанные в синих тонах с виноградными мотивами. Кроме главного алтаря XVII века в церкви есть два боковых алтаря XVIII века. Художественно ценны иконы Богородицы и Преображения.
После операции «Висла» 1947 года, когда лемки были переселены на западные территории Польши, храм стал использоваться как римско-католическая церковь.